# Pepino-do-mar
Holothuroidea (do grego holothourion, pepino-do-mar + eidos, forma + ea, caracterizado por) é a classe de equinodermos que inclui os animais conhecidos como pepinos-do-mar ou holotúrias. Em oposição aos outros equinodermes, possuem corpo delgado, alongado em um eixo oral-aboral.
O número conhecido de espécies holoturianas é de cerca de 1 711, sendo o maior número na região da Ásia-Pacífico.
A boca é circundada por 10 a 30 tentáculos que são modificações de pés ambulacrários bucais encontrados em outros equinodermos. Seu alimento é o material orgânico dos detritos do fundo do mar, que é empurrado para a boca, ou o plâncton aprisionado em muco nos tentáculos. As holotúrias frequentemente são os invertebrados dominantes nas partes mais profundas dos oceanos e muitos táxons são restritos a águas profundas.
São aproveitados, depois de desidratados, como iguaria da culinária oriental e, deste modo, conhecidos como bicho-do-mar ou tripango.

## Características
Uma epiderme simples recobre o esqueleto e possuem endoesqueleto (esqueleto interno) de placas calcárias articuladas macroscópicas, distribuídas pelo corpo. O sistema digestivo é completo. Não possuem coração nem mesmo sistema circulatório típico. Existe, porém, um reduzido sistema de canais (canais pseudo-hemais), com disposição radial, onde circula um líquido incolor contendo amebócitos.
A respiração por difusão ocorre no sistema ambulacrário. Na cloaca do pepino-do-mar existem túbulos ramificados, as árvores respiratórias ou hidropulmões, que acumulam água para as trocas gasosas.
Não existe nenhum órgão especializado em excreção. Os catobólitos são levados por amebócitos aos pés ambulacrários, hidropulmões ou a quaisquer estruturas exposta à água, que os eliminam por difusão.
Não possuem gânglios, mas sim um anel nervoso próximo à região oral (boca), de onde saem nervos radiais. Na superfície do corpo existem células táteis.
São animais sexuados, e de fecundação externa. Os órgãos sexuais são simples, existindo, geralmente, apenas gônadas sem ductos genitais. O desenvolvimento é indireto, aparecendo uma larva auriculária de simetria bilateral que passa a radial nos animais adultos. Mas há reprodução assexuada, que aparece em algumas larvas que se autodividem e possuem a capacidade de regenerar partes do seu corpo que foram perdidas. Quando se sentem ameaçados por algum predador em potencial, eles expelem parte de suas vísceras, de maneira a afugentá-los, e após isso os órgãos eliminados são regenerados.

## Culinária
O pepino-do-mar é muito utilizado na cozinha asiática, sendo uma iguaria em países como a China, Japão e Malásia. Na medicina tradicional chinesa, são usados para tratar uma série de problemas de saúde quando consumidos com arroz branco, incluindo fadiga, impotência e dor nas articulações, devido às propriedades dos carboidratos complexos presentes no valor nutricional dos equinodermes. O pepino-do-mar contém elevados níveis de sulfato de condroitina, um componente principal da cartilagem. A perda de sulfato de condroitina é associada com a artrite, e o uso de extracto de pepino-do-mar pode ajudar a reduzir a dor articular associada com esta condição. O pepino-do-mar supostamente também contém compostos anti-inflamatórios.